# Русановский мост (1906)
Руса́новский мост (укр. Руса́нівський міст) — мост через Русановскую протоку Днепра, существовавший в 1906—1943 годах в Киеве.
Во время сооружения Цепного моста в XIX веке было построено четыре деревянных моста, которые вели к Никольской Слободке и Броварскому шоссе. Во время весенних половодий эти мосты регулярно разрушались.
В 1903—1906 годах вместо деревянных через пролив был построен металлический мост. Авторы проекта — инженеры Н. А. Белелюбский, Г. Г. Кривошеин и архитектор В. П. Апышков.
Новый мост был выполнен двухпролётным, длина каждого пролёта 47,5 саженей (101,35 м). Характерной особенностью стало выполнение несущих конструкций в виде металлических двухшарнирных арок. Полотно пути изготовили из дерева.
Движение по мосту было открыто 11 (24) октября 1906 года.
В июле 1908 года деревянный настил моста сгорел. За короткое время мост был восстановлен. В 1912 году по обновлённому мосту в Дарницу был пущен бензотрамвай.
Мост был взорван советскими войсками во время Великой Отечественной войны в сентябре 1941 года. В послевоенный период восстанавливать его уже не стали. Разрушенный мост можно видеть в фильме «Зигмунд Колосовский» киностудии имени А. Довженко, вышедшем на экраны в 1945 году. В том же году были разобраны металлические конструкции и демонтированы остатки пролётов моста.
В 1965 году для сооружения левобережного участка Святошинско-Броварской линии метрополитена на его месте был построен Русановский метромост.

## Изображения

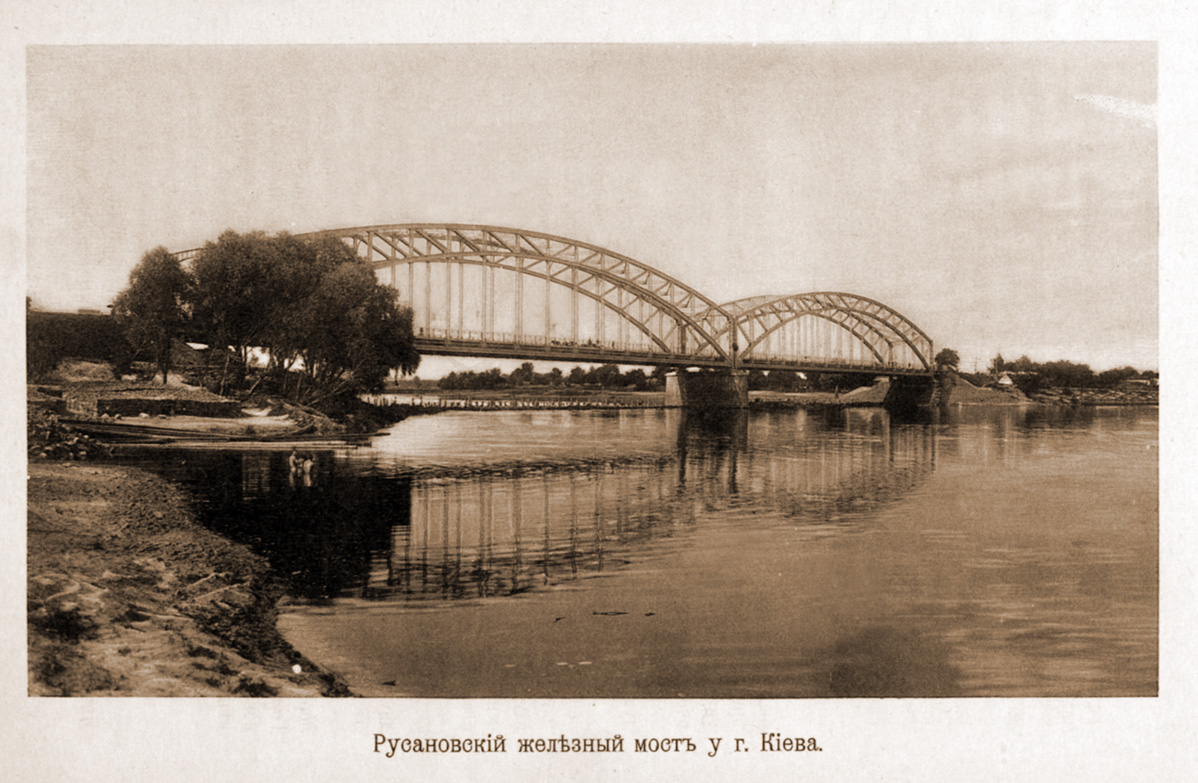
Русановский мост (иллюстрация из книги 1913 года издания)